# Xylotrechus albolatifasciatus
Xylotrechus albolatifasciatus är en skalbaggsart som beskrevs av Makihara 1979. Xylotrechus albolatifasciatus ingår i släktet Xylotrechus och familjen långhorningar. Inga underarter finns listade i Catalogue of Life.